# Lebbeus Woods
Lebbeus Woods (Lansing, 31 maggio 1940 – New York, 30 ottobre 2012) è stato un architetto e artista statunitense.

## Carriera
Woods ha studiato architettura all'Università dell'Illinois e ingegneria presso la Purdue University. Dopo aver lavorato presso gli uffici di Eero Saarinen, dal 1976 si dedica esclusivamente a progetti teorici e sperimentali.
Ha progettato edifici a Chengdu, Cina e L'Avana, Cuba.
È stato professore di Architettura presso la Cooper Union School of Architecture. Lebbeus è stato anche professore di Architettura Visionaria presso la European Graduate School di Saas-Fee in Vallese, Svizzera.

## Filosofia
La maggior parte delle sue sperimentazioni riguardano il concetto dei sistemi in crisi: essendo l'ordine dell'esistente confrontato dall'ordine del nuovo. I suoi progetti sono pregni di messaggi politici e di visioni provocatorie di una possibile realtà; provvisoria, locale, e carica dell'investimento dei suoi creatori.

## Ispirazione in un film
Woods citò in tribunale i produttori del film L'esercito delle 12 scimmie, in quanto una delle sue opere "Neomechanical Tower (Upper) Chamber", fu copiata per una scena del film. Woods vinse la causa e fu ricompensato con una non meglio definita "somma di sei cifre", permettendo al film di continuare ad essere distribuito. Nei titoli di coda si cita che la sua opera ha "ispirato" il set della stanza di interrogazione.
Inoltre Woods viene considerato quale "architetto concettuale" nel film Alien 3, ispirando la sequenza iniziale del film.